# Катлабузька селищна рада
Суво́ровська се́лищна ра́да — орган місцевого самоврядування Суворовської селищної громади в Ізмаїльському районі Одеської області. Утворена в 1961 році.

## Склад ради
Рада складається з 30 депутатів та голови.
- Голова ради:
- Секретар ради: Гончар Євгенія Степанівна

### Керівний склад попередніх скликань
| Прізвище, ім'я, по батькові | Основні відомості                                   | Дата обрання | Дата звільнення |
| --------------------------- | --------------------------------------------------- | ------------ | --------------- |
| Генчевський Петро Дмитрович | Селищний голова, 1965 року народження, безпартійний | 26.03.2006   | 31.10.2010      |

Примітка: таблиця складена за даними сайту Верховної Ради України

### Депутати
За результатами місцевих виборів 2010 року депутатами ради стали:

#### За суб'єктами висування
| Суб'єкт висування | Кількість обраних депутатів | %   |
| ----------------- | --------------------------- | --- |
| Самовисування     | 30                          | 100 |

#### За округами
| № округу | Прізвище, ім'я, по батькові   | Дата визнання обраним | Освіта             | Партійна приналежність                        | Відомості про обраного депутата                               |
| -------- | ----------------------------- | --------------------- | ------------------ | --------------------------------------------- | ------------------------------------------------------------- |
| 1        | Далакова Ірина Василівна      | 03.11.2010            | середня спеціальна | позапартійна                                  | будинок культури, директор                                    |
| 2        | Мінов Михайло Федорович       | 03.11.2010            | вища               | позапартійний                                 | фермерське господарство «Гроно», голова                       |
| 3        | Лук'янчук Тетяна Георгіївна   | 03.11.2010            | середня спеціальна | позапартійна                                  | Суворовська селищна лікарня, медична сестра                   |
| 4        | Пейчева Неля Степанівна       | 03.11.2010            | середня спеціальна | позапартійна                                  | Суворовська селищна лікарня, медична сестра                   |
| 5        | Далакова Катерина Іллівна     | 03.11.2010            | вища               | член Всеукраїнського об'єднання «Батьківщина» | пенсіонер                                                     |
| 6        | Руссєва Марина Демянівна      | 03.11.2010            | середня спеціальна | позапартійна                                  | Суворовська селищна лікарня, медична сестра                   |
| 7        | Куртєва Олена Петрівна        | 03.11.2010            | середня спеціальна | позапартійна                                  | аптека № 93 смт Суворове, завідувач                           |
| 8        | Пундєв Микола Борисович       | 03.11.2010            | середня спеціальна | позапартійний                                 | притулок смт Суворове, охоронець                              |
| 9        | Смокова Марія Дмитрівна       | 03.11.2010            | середня спеціальна | позапартійна                                  | Суворовська селищна лікарня, медична сестра                   |
| 10       | Тімошова Тетяна Володимирівна | 03.11.2010            | середня спеціальна | позапартійна                                  | пенсіонер                                                     |
| 11       | Марков Федір Дмитрович        | 03.11.2010            | середня            | член Всеукраїнського об'єднання «Батьківщина» | пенсіонер                                                     |
| 12       | Барган Петро Петрович         | 03.11.2010            | вища               | позапартійний                                 | ТОВ «Юнид» м. Одеса, директор                                 |
| 13       | Ілікчієва Марія Дмитрівна     | 03.11.2010            | вища               | позапартійна                                  | Суворовська селищна рада, землевпорядник                      |
| 14       | Драганова Людмила Петрівна    | 03.11.2010            | вища               | член Партії пенсіонерів України               | пансіонат «Ветеран», завідувач                                |
| 15       | Беляєва Марія Харлампівна     | 03.11.2010            | середня спеціальна | позапартійна                                  | Суворовська селищна лікарня, завідувач господарством          |
| 16       | Лапатан Іван Трифонович       | 03.11.2010            | середня спеціальна | позапартійний                                 | ПТАУ смт Суворове, майстер                                    |
| 17       | Далаков Геннадій Михайлович   | 03.11.2010            | середня спеціальна | позапартійний                                 | приватний підприємець                                         |
| 18       | Ілікчієва Олена Васілівна     | 03.11.2010            | середня спеціальна | член Народної партії                          | пенсіонер                                                     |
| 19       | Рашкова Марія Михайлівна      | 03.11.2010            | середня спеціальна | позапартійна                                  | МПП «Трансбудпослуги» смт Суворове, бухгалтер                 |
| 20       | Бічева Лідія Іллівна          | 03.11.2010            | вища               | позапартійна                                  | притулок смт Суворове, завідувач                              |
| 21       | Маламен Іван Семенович        | 03.11.2010            | середня спеціальна | позапартійний                                 | зубопротезний кооператив"Жемчуг", технік                      |
| 22       | Бічєв Володимир Миколайович   | 03.11.2010            | вища               | позапартійний                                 | УТП № 10 ОФ ВАТ «Укртелеком» смт Суворове, начальник дільниці |
| 23       | Македонська Марина Гаврилівна | 03.11.2010            | середня спеціальна | член Партії регіонів                          | Суворовська селищна рада, діловод                             |
| 24       | Македонський Василь Савич     | 03.11.2010            | середня спеціальна | позапартійний                                 | ПТАУ смт Суворове, майстер                                    |
| 25       | Смоков Степан Васильович      | 03.11.2010            | середня спеціальна | позапартійний                                 | СК Суворово, спеціаліст з реформування                        |
| 26       | Гончар Євгенія Степанівна     | 03.11.2010            | середня спеціальна | позапартійна                                  | Суворовська селищна рада, секретар                            |
| 27       | Петрова Ірина Іванівна        | 03.11.2010            | вища               | позапартійна                                  | ФОП «Ірен-Агро», голова                                       |
| 28       | Стефанова Зіновія Дмитрівна   | 03.11.2010            | вища               | позапартійна                                  | приватний підприємець                                         |
| 29       | Барков Петро Савелович        | 03.11.2010            | середня            | позапартійний                                 | Суворовська селищна рада, інструктор спорту                   |
| 30       | Повесмо В'ячеслав Миколайович | 03.11.2010            | вища               | позапартійний                                 | Суворовська селищна рада, спеціаліст ЦСМ                      |